# Кузбасс (футбольный клуб, Кемерово)
«Кузбасс» — российский футбольный клуб из Кемерова. Основан в 1945 году. В 2012 году расформирован по финансово-организационным причинам.

## Прежние названия
- 1945: «Азот»
- 1948—1949: «Химик»
- 1957—1958: «Шахтер»
- 1958—1965: «Химик»
- 1966—2000: «Кузбасс»
- 2001—2007: «Кузбасс-Динамо»
- c 2008: «Кузбасс»

## История
Команда сибирского города впервые приняла участие во Всесоюзных соревнованиях в 1945 году, выиграв Кубок Кемеровской области. В 1946 году «Азот» стал участником первенства СССР среди команд третьей группы. В 1948 году в первенстве СССР среди команд второй группы приняли участие два коллектива. В зональном турнире «Химик» занял 10-е место, а «Горняк» — 13-е (последнее). В 1949 году «Химик» финишировал на 9-м месте, а «Шахтер» (так стал называться «Горняк») — на 14-м (последнем). В 1957 году Кемерово на всесоюзной арене представлял «Шахтёр» (экс-«Химик»), занявший в 11-е место среди 12 команд. В 1958 году команда была переименована в «Химик». Под этим названием она выступала в классе «Б» до 1965 года. Лучшее место — 4-е (в 1959 и 1962 года).
С 1966 года «Кузбасс», как стала называться команда, выступает в классе «А». С 1971 по 1990 год с перерывами в 1972 и 1982 годах выступал в первой лиге. Лучшее место в этом турнире — 6-е (1977, 1987). В 1964—1965 и 1969—1988 за команду играл нападающий Виталий Раздаев, лучший бомбардир первой лиги СССР. В 1991 году «Кузбасс» выступал в первенстве СССР среди команд второй лиги (буферная зона).
В 1977 году, играя в первой лиге, «Кузбасс» дважды обыграл московский «Спартак»: 4:0 в Кемерово и 2:1 в Москве. 5 из 6 голов (покер в Кемерово и победный гол в Москве) забил легенда «Кузбасса» Виталий Раздаев. По итогам турнира «Кузбасс» стал единственной командой, у которой был положительный баланс игр со «Спартаком» (который, к слову, выиграл турнир, а «Кузбасс» занял только 6-е место, хотя это стало лучшим результатом в истории команды). А «Кузбасс» в итоге стал единственным в истории советского футбола клубом, набравшим 100 % очков в официальных играх со «Спартаком» (больше со «Спартаком» в официальных играх «Кузбасс» не встречался).
После распада СССР «Кузбасс» получил место в первой лиге первенства России, где он провел два года (1992 год — 11-е место, 1993 год — 6-е место). В сезоне-93 кемеровчане не сумели пробиться во вновь создаваемую единую первую лигу — не хватило двух очков. Во втором дивизионе «Кузбасс» играл с 1994 по 2002, а также в 2005—2006 годах. Лучшее место — 3-е (в 1994 и 1995 годах).
В 2001 году «Кузбасс-Динамо» под руководством Ю. Нестеренко, конкурировавшее в первом круге с будущим победителем «Востока», хабаровским «СКА-Энергией», финишировало в итоге четвёртым. В сезоне-2002 «Кузбасс-Динамо» было на восьмой строчке, с первенства 2003 года снялось перед его началом и два года во втором дивизионе не выступало. В 2003 году стала фарм-клубом новокузнецкого «Металлурга-Кузбасса». В 2003 и 2004 годах играла в первенстве России среди ЛФК, в зоне «Сибирь», в 2003 году — под названием «Кемерово-СибОВВ» (СибОВВ — Сибирский округ внутренних войск).
В 2005—2006 годах «Кузбасс-Динамо», возглавляемый С. Бологовым, выступал во втором дивизионе, пока не прекратил своё существование. Ему на смену возвратился «Кузбасс» (главный тренер К. Дзуцев), в сезоне-2007 сыгравший среди любительских коллективов зоны «Сибирь». В 2008—2010 годах клуб финишировал на восьмом месте в зоне «Восток» второго дивизиона.
Перед сезоном-2012/13 на официальном сайте ФК «Кузбасс» появилось заявление пресс-службы администрации города о расформировании мужской футбольной команды.
Клуб представлен женской командой «Кузбасс», которая выступает в первенстве России первого дивизиона (по итогам сезона 2014 года — шестое место). Также клуб выполняет основные административные и курирующие функции в отношении команды местной СДЮСШОР, при этом городские власти озвучивали намерение оказать помощь в создании мужской профессиональной команды.

## Достижения

### СССР
Первенство СССР
- 6-е место в Первой лиге (2): 1977, 1987
- 2-е место в зональном турнире Первой лиги (1): 1968
  - 1-е место в финальном турнире Второй лиги (1): 1972
  - 1-е место в зональном турнире Второй лиги (3): 1970, 1972, 1982

Чемпионат РСФСР
- Чемпион РСФСР (1): 1972
- Бронзовый призёр чемпионата РСФСР (1): 1970

Кубок СССР
- 1/8 финала (3): 1966/67, 1967/68, 1987/88

Кубок Кемеровской области
- Победитель (2): 1945, 1948

### Россия
Первенство России
- 6-е место в зональном турнире Первой лиги (1): 1993
  - 3-е место в зональном турнире Второй лиги (2): 1994, 1995

Кубок России
- 1/16 финала (1): 1996/97

Кубок Кемеровской области
- Финалист (1): 2004